# 電エース
電エース（でんエース）は河崎実が監督、主演を務める特撮作品のシリーズ、および、その劇中に登場する巨大変身ヒーローの名前である。

## 概要
1989年に発売されたバンダイのビデオマガジン『電影帝国』内の1コーナーとしてデビューした。以後、制作会社やメディアを転々としながらシリーズを続けている。
快楽により変身するヒーロー、電エースの活躍を描く。

### 電エースシリーズ
電エース（電エース・ファースト）
1989年2月15日発売の「電影帝国 Vol.2」に収録。以下、休刊となるVol.5まで収録された。全5話（Vol.5に4話と5話を収録）。シリーズ第1作。
常識を超えた男・電エース（関西テレビ版）
1992年9月3日、関西テレビの『薔薇DOS』内で30分番組として放送。全7話。シリーズ第2作。ファーストシリーズ1話～4話を再編集し、その続きが新撮影で描かれている。フレッシュマン世代となった電一の活躍を描く。
電エース2000（道楽劇場版）
2000年9月21日よりストリーミング放送により公開。全6話。シリーズ第3作。天下の青年・電一の結婚生活を描く。
- 電エース前夜祭

『電エース2000（道楽劇場版）』が始まるのに合わせて行われた前夜祭。「ウルトラマン前夜祭」に出演していたナンセンストリオの一員、前田隣が司会を務める。ここで披露された電エースのスーツは、顔面と胸が銀色ではなく金色となり、胸のイナズマ模様がない。
電エースTV
2001年にストリーミング放送により公開。
- 電エース～このフィギュアは俺が買う！～マーミット人の陰謀

第四回東京トイフェスティバル記念作品。
- 電エース先生（全3話）

第3話「腐ったミカンの方程式」はDVD未収録。
- 電エースの建もの探訪
- 電エース 合コン編
- 電エースの寝起きを襲う！
- 電エースTV 予告編

本家 電エース2005（SF特撮シリーズ）
2005年9月21日、ポニーキャニオンより発売のDVD『快楽の超人 本家 電エース』に収録。全6話。シリーズ第4作。電エースキラーとの戦いの中、新たな快楽に目覚める、さわやかな男・電一の活躍を描く。本作品で電エースのスーツが新調された。
元祖 電エース
2005年10月21日、ローランズ・フィルムより発売のDVD作品。ファーストシリーズ全話に加え、全編等身大で活躍する新撮影の「ファイト編」も収録。ポニーキャニオンとローランズ・フィルムの共同ソフト開発・競作として、『快楽の超人 本家 電エース』と同時期発売。レッドベアキングの登場は、『本家 電エース』で不採用となったアイデアを元にしている。萩原佐代子が「本家」とパラレルな設定で登場する内容となっている。
- 電Aファイト

2000年初頭に撮影。リバートップの怪獣倉庫に眠る往年の着ぐるみに生命が宿り、死闘を繰り広げるという、『ウルトラファイト』「怪獣死体置場（モルグ）」のパロディ。お蔵入り映像として『元祖 電エース』に収録。
電エース ～ハンケチ王子の秘密～
2007年2月より無料動画サイトGyaOにて配信。2007年4月1日、TLIPよりDVDが発売された。全20話。シリーズ第5作。初の北海道、鹿児島ロケを敢行。
絶対やせる 電エース 宇宙大怪獣ギララ登場！ 宇宙怪獣小進撃！
2007年7月より衛星劇場にて放送。2008年1月30日、松竹ホームビデオよりDVDが発売された。全14話。シリーズ第6作。新潟ロケを敢行。サントピアワールドや、閉鎖された新潟ロシア村での撮影が行われた。河崎実監督作品『ギララの逆襲』公開を踏まえ、終盤は宇宙大怪獣ギララの紹介に費やされている。
電エース ザ・ファイナル ～気楽に生きよう～
2007年11月22日、ローランズ・フィルムより発売のDVD作品。全7話。シリーズ第7作。過去の悪役が大挙して登場する、最終回的な内容の一篇。脚本を電次郎役の加藤礼次朗が担当している。
それいけ！ 電エース
2012年1月～4月にキッズステーションにて放送。同年5月25日、竹書房よりDVDが発売された。全13話。シリーズ第8作。主役が高野八誠演ずる電五郎に交代した。
母さん助けて電エース
2014年5月30日、リバートップより発売のDVD作品。全5話。実年世代となった電一と母さん助けて詐欺との戦いを描く。今作においてはクラウドファンディングで製作費を募集した。3万円以上支払った支援者は無条件で電兄弟、電姉妹として参加することができたため、素人や業界関係者演ずる電ファミリーが一挙に増加することとなった。
電エースタロウ ホットリボンのひみつ
2014年10月15日発売のDVD作品。全4話。シリーズ第9作にして、電エースタロウシリーズ第1作。電エースタロウこと電三十郎と、地下プロレスを運営するブラック企業との戦いを描く。前作に続いてクラウドファンディングで製作費を募集し、オーディションで主演に選ばれたHIROZの金本英信が、電三十郎を演じた。女子プロレス団体アイスリボン協力作品で、ヒロインを藤本つかさが演じた。2014年10月13日にはアイスリボン道場にて、『地球防衛ガールズP9』以来の「4D上映」が行われた。
電エース中野 ～大江戸温泉物語の謎～
2014年11月28～30日に中野区で開催された「第一回新人監督映画祭」にて上映の映画作品。2015年2月20日、リバートップよりDVDが発売された。全3話。電エースタロウシリーズの第2作にして、3度目となるクラウドファンディング作品。同映画祭3日目に『電エースタロウ』と共に上映され、「中野賞」を受賞した。三十郎役の金本英信と同じHIROZ所属の森友樹が電三十一郎を、純烈の酒井一圭と後上翔太が悪の組織「悪烈」の支配者ブリルとカールを演じた。
電エース下関
2015年5月30日に開催された海峡映画祭ならびに同年6月28日に開催された「電エース27周年記念大会＆『電エース下関』完成披露イベント」で上映された映画作品。同年6月20日、リバートップよりDVDが発売された。全4話。4度目となるクラウドファンディング作品。河崎実の父の出身地である下関ロケを敢行。下関出身にして河崎実のいとこ違いであるSHARE LOCK HOMES（シェアロックホームズ）のYUMAが電三十二郎を、同じく下関出身の映画監督グ・スーヨンが、海峡ゆめタワー破壊を目論む宇宙人マラーを、元HKT48の江藤彩也香がヒロイン・沙織を演じた。
電エース刑事（けいじ）
2016年4月18日よりTOKYOMXの河崎実作品『侵略!ガルパンダZ』枠内にて、本編を6分割して6週連続放送し、同年7月22日にリバートップよりDVD発売。全5話。5度目となるクラウドファンディング作品。主演に『宇宙刑事シャリバン』の渡洋史。その妻として萩原佐代子演ずる電A子が4年振りに再登場した。宇宙魔王バビーの全宇宙オカマ化計画に立ち向かう電兄弟の戦いを描く。性差別問題を描いた作品であることから、電兄弟唯一のゲイである電十八郎の存在がフィーチャーされ、あたかもウルトラマンにおけるジェロニモンの復活怪獣軍団の中のピグモンの如き活躍を見せた。地上波放送に当たっては、台詞の一部や主題歌の一部をピー音で消したり、エンディングの高速テロップを普通のテロップに差し替えるなどの配慮がなされ、また放送時間の都合から一部の場面がカットされている。
電エースポリス
2016年4月30日より公開されているYouTube作品。YouTuberの全力ヒロシが主演、人を殺すと気持ちよくなり電エースポリスに変身する男・電浩を演じる。電エースポリスの鬼畜の所業を通し、生命の尊さを描くヒューマンドラマ。
燃えよ電エース
2017年4月2日、閉館となったニュー八王子シネマにて特別上映、同月20日にリバートップよりDVD発売。全3話。主演はアクション俳優でパワーアクショングロウ代表の大東賢。掟ポルシェ演じるホワイトアイ星人の、偽お見合い番組による電兄弟打倒作戦という電エースらしい展開に加え、主演の大東がアクション監督も兼任し、ジャッキー・チェンやブルース・リーらにオマージュを捧げた、シリーズ最大のアクション巨編となっている。
電エース60（シックスティ）
2018年7月8日、リバートップよりDVD発売。全6話。6度目となるクラウドファンディング作品。主演はロックバンド「第四胃袋ギアラ」の四袋喜久（しぶくろきっく）。バンラム星人（一本木蛮）が操るホルモン怪獣ギアラそっちのけで、電兄弟総出で破李拳竜の結婚披露宴に参列するという電エースらしい展開をみせる、河崎実監督の還暦を記念した作品。2018年（平成30年）4月15日には、第四胃袋ギアラ主催のライブ「電フェス」が新宿にて行われた。
電エースキック
2019年7月5日、リバートップよりDVD発売。全4話。7度目となるクラウドファンディング作品。主演はキックボクサー小林聡。同年6月16日には、小林聡の故郷である長野県長野市の映画館、長野ロキシー2にて凱旋上映が行われた。また、本作品での共演をきっかけとし、小林聡とちかまろは同年12月3日に入籍をした。
- 電エースウェディング

2020年10月30日、リバートップよりDVD発売。全4話。8度目となるクラウドファンディング作品。上記の『電エースキック』は電五十郎が恋愛に敗れる結末を迎えていたが、現実世界で小林聡とちかまろが結婚をしたことを祝し、同作の結末を恋愛成就・結婚に差し替えたバージョンである。結末のほか、エンディングテーマも差し替えられている。
電エースハウス
2021年3月30日、リバートップよりDVD発売。9度目となるクラウドファンディング作品。主演は南翔太。テラスハウスを思わせる、シェアハウスで暮らす若者たちの無軌道な青春を描いた娯楽作。西村知美が地球防衛熟女イコちゃん役でゲスト出演している。
電エースQ
2022年6月29日、リバートップよりDVD発売。10度目となるクラウドファンディング作品。主演はタブレット純。
電エースカオス
2023年12月22日公開の、電エースシリーズ初の劇場用作品。11度目となるクラウドファンディング作品。小林聡とタブレット純のダブル主演。電エース35周年記念作品として、電エース・ファースト、電エース60、電エースキック、電エースＱなどの再編集に新規撮影分を追加している。同時期に、クラウドファンディングによる初代主題歌「電エースのうた」「気持ちがいい男」の新録音も行われた。人類の邪悪なエネルギーを求めるムクリタ星人（清水綋治）の侵略に立ち向かう電兄弟の活躍を描く。勝呂誉、グレート小鹿、ホープ（ゆーとぴあ）らが電エースの協力者としてゲスト出演するほか、スタッフロールにてバロン吉元が延々と踊り続ける演出がとられている。

### シリーズ以外の登場作品
ナーススクール物語　あこがれは白衣の天使
1989年6月11日、関西テレビの花王名人劇場枠で放映された、河崎実監督、野沢直子主演のドラマ。電エースとドライドンがカメオ出演している。
電エースに死す
1992年8月20日発売の「実相寺昭雄の不思議館 議の巻」に収録。劇中の特撮ヒーロー作品『電エース』の主演俳優が電エースの幻影に翻弄されるストーリー。題名は『田園に死す』のパロディ。
SMガールズ セイバーマリオネットR特典映像
- 外道ナンバー3

1995年5月25日発売の「SMガールズ セイバーマリオネットR」ACT-1に収録。「電エース・シリーズ」と銘打たれている。次回予告にミラクル電エースそっくりの外道ナンバー1が登場するが、主演あかほりさとるの意向により一話で打ち切られた。
- SMガールズ27時ファイル

1995年7月25日発売の「SMガールズ セイバーマリオネットR」ACT-2、同年9月25日発売のACT-3に収録。全2回。声優・今井由香に巻き起こる世にも奇妙な怪奇現象を描く。ミラクル電エースがホスト役を努める。
仮面マン
1998年フジテレビCS721の番組「地球防衛放送パンドラ」内で放映されたビデオ作品。全8話。ストレスが溜まると変身する男・田丸雄一こと仮面マンのピンチを救うため、快楽で変身する男電一こと電エースがゲスト出演する。今回の電エースのマスクとスーツはミラクル電エース同様真っ赤なもの。
日本以外全部沈没
2006年9月2日公開。劇中世界で放送されているテレビ番組『空想特撮シリーズ 電エース ～第563話 大恐竜を超えてゆけ！』に登場。「燃えろ！ 電エース」のインストゥルメンタルをバックに恐竜と戦った。通常に比べてまっとうなビル街のセットを組むことができたため、対比で身長が53メートルと大幅に縮んでいる。
電エース なんでもアリタっ！版
2010年1月16日～2月6日、動画配信サイトgoomoの番組『なんでもアリタっ!』にて放送。電一役に有田哲平（くりぃむしちゅー）、電次郎役に設楽統（バナナマン）を起用。快楽留学で地球にやってきた電兄弟の快楽の追求を描く。全4話。未メディア化。『本家電エース2005』よりザドグドラ、メロメロン、ヒーター星人、レッドベアキング戦の映像が流用されている。
ルナベース 地球防衛軍女子部 飛び出せ！ 野球拳3D
2011年3月25日発売のPlayStation Portable専用ゲーム。電一、電次郎と共に出演している。
地球防衛ガールズP9
2012年3月2日公開。電エースは登場しないが電一、電次郎と思しき人物が終盤で登場。
地球防衛未亡人
2014年2月8日公開。20世紀、人類が絶体絶命の時に必ず現れ、世界を救ってきたといわれるまれびと。特に気持ちよくなる描写なしで人間体から変身した。腕や胸板が厚みを増しており、グローブとブーツがスペクトルマンを思わせる黒になっている。余談ではあるが、劇中でモニターに表示される電エースの解説英文は、英語版Wikipediaの河崎実の項目からの引用である。
タヌキ社長
2022年5月20日公開。信楽酒造の社員岡田隆夫（ジャンボたかお）と池田友里（池田直人）が、電エース好きということで『電エースBOX』を鑑賞。その後13分間ほど電エースについてトークする場面がある。電エース・ファースト第一話の映像がそのまま使用されている。
電エース日本テレビ版
日本テレビにてロンドンブーツ主演の『電エース』が撮影されたが、お蔵入りとなった。田村亮が変身する。撮影時期は不明。メイキング映像のみ現存している。

### その他
電報
バンダイのアンソロジーコミック『サイバーコミックス』誌上にて連載されていた、加藤礼次朗の構成による電エース・コーナー。1989年7月1日発行の009号～012号の全4回。創刊号から第3号まではカバー裏に掲載されていたが、廃刊号のみ本誌に移動した。
電エースQuiz 河崎実監督と特撮映画の世界
ハブシステムズ有限会社製作のiOSアプリ。クイズ本文は河崎実の筆による。
私はいかにして30年間、一度も自腹を切らずに『電エース』を作り続けられたのか？
2015年6月26日、山中企画より発行された、監督・河崎実著のビジネス書籍。
電エースBOX
2017年1月13日、リバートップ製作、スマイラルアニメーションより販売されたDVD-BOX。『電エース ハンケチ王子の秘密』『母さん助けて電エース』『電エースタロウ』『電エース中野』『電エース下関』の5作品を収録。旧盤との差異として、レーベルとメニュー画面が一新。韓国製から台湾製となっている。
野良犬祭
立ち技専門の格闘技大会。2018年3月31日に開催された第2回大会に、レスラーとしての電エースが出場。大怪獣モノとタッグを組み、小林聡・日高郁人組と対戦。ルチャリブレ的ファイトスタイルを駆使して勝利を収めた。スーツは撮影用のそれとは別で、初期デザインを模したもの。

## キャラクターとしての電エース
快楽の星の王子で常識を超えた男。地球を襲う様々な怪獣、宇宙人などと戦う。
電エースのマスクは、河崎実がアマチュア時代に制作した自主映画作品「エスパレイザー」で使われたエスパレイザースーツ（南郷）マスクの流用である。原口智生が作成、品田冬樹が改造したもの。スーツは『電エース』撮影後、『地球防衛少女イコちゃん3』のミラクルマンに改造され、その後再度電エースに使用された。

### 基本データ
スーツアクター
- 山部拓也（『電エース』『電エース 関西テレビ版（#1-4）』）
- 破李拳竜
- 岡田ゆういち（『地球防衛未亡人』『母さん助けて電エース』、『電エースタロウ』、『電エース刑事』以降『電エースカオス』まで）
- 松崎眞二（『電エース中野』）
- 河野友保（『電エース中野』）
- 坪坂達也（『電エース下関』）

身長
タワーなどセットのスケールとの対比で身長設定が変わる。さらなる快楽を得ることで4万kmにまで巨大化することができる。また、等身大でも活躍できる。
- 2000m（基本設定）
- 53m（『日本以外全部沈没』）
- 1200m（『それいけ！ 電エース』『母さん助けて電エース』『電エースタロウ』）
- 6000m（『それいけ！ 電エース』 牧野美千子が女将を務める築地の佃煮屋・諏訪商店の佃煮を食べ続けたおかげで5倍に巨大化した）
- 600m（『電エース下関』）

体重
7500トン。
足のサイズ
11665文。
年齢
2兆歳。電エースタロウこと電三十郎は2万5000歳。
弱点
快楽エネルギーが減ると胸の電エンブレムが上下反転をはじめ、エネルギーが完全に無くなると死んでしまう。また、快楽をギリギリまで我慢してから変身すると、その衝撃に体が耐えられず死んでしまうことがある。
出身地
快楽の星。地球から5000万光年離れたところに位置している。気持ちのいいことに満ち溢れた星だったが、ブラック星人の侵略により滅亡。電三太郎らの手により復興を遂げた。軌道を外れて地球に向かってきたこともある。
電兄弟のうち唯一、電三十二郎だけは地球出身の地球人である。

### バリエーション
電エース
電一が気持ちよくなることにより電エースに変身できる。気持ちよくなる方法は「ビールを飲む」「温泉に入る」「女性に抱きつく」「エロ本を読む」「マニアにサインをねだられる」など様々。『それいけ！ 電エース』では、電五郎が気持ちよくなることによって変身。『母さん助けて電エース』以降に登場した電兄弟姉妹の中にも、おのおのの快楽を追及して変身する者が存在する。
ミラクル電エース
電三太郎が気持ち悪くなることにより変身する。全身真っ赤な姿で、電カッターと嘔吐で攻撃する。
電エースVIP
『電エースに死す』劇中で電エースがパワーアップした姿。胸部のカミナリ模様が赤くなり、二の腕に隈取模様、太腿と肘下に黒いラインが入った。この黒いラインは、スーツ劣化のため表皮がはがれてしまい、ガムテープを貼って応急処置をしたことによる。
スペシャル電エース
フィギュア販売の都合で二本の角がついた姿。
鬼畜エース
その名の通り顔は鬼畜な表情に、胸のエンブレムは「鬼」に変わり、怪獣に煙草を押し付けて殺害するなど行動も鬼畜になった。
電次郎エース
電一の力を受け継いだ電次郎が快楽により変身する。だが、巨大化はできず等身大のままであった。
電エースデラックス
電一、電次郎、電六郎、電七郎、電八郎、電九郎、電十郎、電十一郎、電十二郎、電十三郎、電十四郎、電十五郎、電十六郎、電十七郎、電十八郎、電十九郎、電二十郎、電二十一郎、電二十二郎、電B子、電C子、電D子、電E子、電F子、電G子、電H子が電コールで合体した姿。姿は電エースと同一。
電エースタロウ
電三十郎が気持ちよくなることにより変身する。過去の電エースと違い、ブルーを基調としたさわやかなデザインになっており、額のランプのカラーもブルーで統一されている。過去の電エースと同様、東京スカイツリーを武器として攻撃する。
電エース（電三十一郎版）
『電エース中野』に登場。電三十一郎が気持ちよくなることによって変身する。造形費不足のため電エースキラーのマスクが使われているが、れっきとした電エース。兄である電エースタロウを上回るパワーを持つ。
電エース（電三十二郎版）
『電エース下関』に登場。電三十二郎が気持ちよくなることによって変身する。過去のマスクで金色だった部分が銀色になり、両腕のグローブも銀色になっている。ボディは電エースタロウと同様。舞台は下関だが、海峡ゆめタワーを武器として使用することはなかった。
電エース（『電エース下関』電十三郎・十四郎合体版）
『電エース下関』に登場。電十三郎と十四郎が各自の変身ポーズを取った後、抱き合って変身する。弱い。マスクは電エースキラー、ボディは旧電エースのもので、グローブのみ銀色となっている。
電エース刑事
『電エース刑事』に登場。宇宙刑事・電番が体内に蓄積した快楽エネルギーを放出することにより、0.0001秒以内に楽射変身を完了する。異次元空間転移能力と巨大化能力を兼ね備え、額のビームランプから強力なビームを放つ。頭部とグローブのカラーリングが、宇宙刑事らしく、赤になっている。
電エースポリス
『電エースポリス』に登場。電浩が人を殺して気持ちよくなり変身する。デザインは電エース刑事とほぼ同一だが、両腕に『アウターマン』のアウターマンと同じ手甲を着用している。
電エースドラゴン
『燃えよ電エース』に登場。電三十九郎が極限まで肉体を追い詰めることにより変身する。強力な必殺技・力動拳を使う。マスクは頭部が金色、顔面が銀色、額のビームランプが緑色というデザイン。
電エース60 （シックスティ）
『電エース60』に登場。電四十七郎がギターを弾くことにより気持ちよくなり変身する。『電エース60』の主役だが、言うほど活躍せず、最終的には等身大で巨大ロボ搭乗員のひとりに収まっていた。必殺技は電カッター。マスクは従来のカラーに戻っている。
電エースキック
『電エースキック』『電エースカオス』に登場。電五十郎が5秒間に100回キックをことにより気持ちよくなり変身する。マスク、スーツは前作同様だが、両手にボクシンググローブを装着している。電カッターも使用。エネルギーが切れると胸の電マークが明滅する。エネルギーをセーブするため等身大で戦う際には、シルバーとブルーを基調とした動きやすいデザインに変わる。
電エースプロレスタイプ
演:SUGI
『電エースキック』に登場。電エースキックを助けに現れた謎の電エース。「野良犬祭」に参戦していた電エースと同一個体と思われる。ハリウッド星人の凶器攻撃に倒された。
電エースQ
『電エースQ』『電エースカオス』に登場。電五十二郎が、ムード歌謡をフルコーラス歌うことで気持ちよくなり変身する。そのため変身まで４分以上かかり、危機に間に合わないことがある。胸のマークが「Q」になっている。
電エースカオス
『電エースカオス』に登場。電五十郎と電五十二郎が、通りすがりの俳優・勝呂誉に無理を言って頼み込んで三体合体変身をした、最強の電エース。怪奇な叫び声と共に変身し、胸部にブラウンを基調としたジャケットが装備される。必殺技はカオスビーム。

### 主な技
東京タワー
東京タワーを引っこ抜いて武器として使用する。
東京スカイツリー
上記の東京タワーに代わり、2012年以降は東京スカイツリーを凶器として使う。
電シュート
電エースの代表的な必殺技。頭を相手に飛ばす。ウルトラマンタロウのウルトラダイナマイトやジャンボーグ9のダイナマイトパワーに匹敵する破壊力を持つ。『電エースに死す』劇中ドラマでは、同様の技が「電カッター」と呼ばれた。2007年『絶対やせる 電エース』で使用されて以降使われていなかったが、2015年『電エース下関』で久々に使用され、伝統の継承を見せた。
電カッター
胸の電エンブレムを巨大化させて投げつけ、敵を一刀両断にする技だが、ほぼ跳ね返される。電エースのほかミラクル電エース、電A子、電エースタロウも使用する。
電ビーム/電チェーンビーム
指先から出る光線。
電サンダー
接近戦で大きな威力を発する技。両腕から電流を流し、怪獣オラシオンを撃退した。
電チョップ
電エースの伝家の宝刀。
電キック
電エースが編み出した必殺技で、「電三角跳び」なる発展型もある。
カルシウム光線
メロメロンを倒した光線技。有名ヒーローの光線技とほぼ同じかまえから放つ。怪獣のイライラした気分を落ち着かせる効果を持つ。命名は破李拳竜。
電光線
胸の電エンブレムから発射する光線。イッシーを撃退した。
電光輪
空中に光の輪を出現させ、怪獣に投げつけて切断する技。バンギラの片手を斬り落とした。
ウルトラスーパースペシャルデラックス電光輪
電光輪のパワーアップバージョン。バンギラについていた宇宙大怪獣ギララの腕を斬り落とした。
アシウム光線
その名の通り、逆立ちのような体勢から、両足で十字を組んで発射する光線。
溶解光線
その名の通り敵を溶かす光線。水素獣エッチの戦闘員を殺した。
電ブレード
電エース刑事が使う剣。魔王バビーの手下の張剣竜を倒した。
力動拳
電エースドラゴンの必殺技。吸収・充電・放射・爆発のプロセスを経て両手より放たれる強力なエネルギー光線。宇宙の帝王ホワイトアイ星人とジャッキー・チャンを一撃で粉砕した。
ダブル電シュート
電エースＱの必殺技で、電シュートの強化版。通常の電エースヘッドに加え、金色の電エースヘッドも同時に投げるもので、ラッシャイ星人ユーリクを倒した。

## 登場人物

### 電ファミリー
電 零（でん れい）
演:堀内正美
『電エース ザ・ファイナル』に登場した電兄弟の長男。地球の快楽に十分に浸った電兄弟を快楽の星へ戻すために地球へ来た。人間に変身しているが、快楽星人としての実態は金色の全身タイツという出で立ち。『母さん助けて電エース』では声のみ、『電エース60』では別撮り映像で再登場した。
電 一（でん はじめ）/ 電エース
演:南郷勇一
シリーズ通しての主人公で快楽の星の王子。宇宙の快楽を追求するための快楽留学で地球へやって来た。ビールを飲むなど快楽に浸ると電エースに変身できる。『それいけ！ 電エース』で主役が交代した後も構わず登場していたが、『電エースタロウ』では遂に一度も登場せず。しかし『電エース中野』で再登場、アラカンとしての健在ぶりを見せた。『電エース刑事』ではサイジジと化し、さらに常識を超えた男へと成長。『電エース60』にて、遂に人生初の還暦を迎えた。
電 次郎（でん じろう）/ 電次郎エース
演:加藤礼次朗
一の弟。快楽グッズを一に渡すなどサポートにまわるが、怪獣に踏み潰されたり、食われたり、行き倒れになるなど損な役回りが多い。地球では中堅漫画家を生業とし、妻帯や離婚もしている。一度だけ電次郎エースに変身したが、巨大化はできなかった。何度踏み潰されても生き返るものの、弱点であるビーム攻撃を受けた際には初めて完全に死亡してしまった。余談ではあるが、演ずる加藤礼次朗が『ドラゴンクエスト4コママンガ劇場』2～5巻のカバーイラストを担当した際のペンネームは「只野電次郎」であった。
電 三太郎（でん さんたろう）/ ミラクル電エース
演:ピースケ君（現・彦坂啓介）
酒を飲みすぎるなどして気分が悪くなるとミラクル電エースに変身する。ブラック星人により滅亡した快楽の星を再建、一を快楽の星へ連れ戻すため地球へやって来た。『電エース60』にて26年ぶりに再登場、電一ですら誰だかわからなかったほど貫禄のついた姿に成長を遂げていた。
電 四郎（でん しろう）
演:なべやかん
『電エース ハンケチ王子の秘密』で初登場。宇宙一の怪力の持ち主で怪獣相手に果敢に立ち向かうが、次郎ばりに損な役回りが多い。変身はできないが、股間から光線を発射できる。『絶対やせる電エース』にて生き返ったが、にしおかすみこの鞭を食らい跡形もなく爆死した。『電エースキック』ではハリウッド星人の尖兵となり巨大化、目から怪光線を発して街を破壊するが、有限会社M1号代表の西村祐次さんからおくられたペンタザウルスのソフビの匂いにより正気を取り戻した。
電 五郎（でん　ごろう）/ 電エース
演:高野八誠
『それいけ！ 電エース』の主人公で電兄弟の6男。兄と同じく快楽に浸ると電エースに変身できる。稲妻と人妻の区別がつかないなど、非常識な一面がある。
電 六郎（でん ろくろう）
演:長谷川孝二
自ら開発したアプリ『電エースQuiz-河崎実監督と特撮映画の世界』を使うことで気持ちがよくなり、電エースに変身する。『電エース中野』では地底人の洗脳にあっさりと引っかかり、高額のお布施をしていたが、地底人の滅亡で正気に戻ったのか、『電エース下関』では三十二郎のスマホの電池切れに駆けつけ、充電してピンチを救った。アプリ開発やVRに精通し、居合抜きといかレスラーが趣味。独身。
電 七郎（でん しちろう）
演:秋田英夫
なぜかは不明だが、悪の根城である特撮研究所に精通しており、電兄弟を導く。侵略宇宙人の設定にも詳しく、ファンタスティックコレクションやノーベル書房の書物を通読している。藤岡弘、の物真似を得意とするほか、カズオ・イシグロに間違われることもある。独身。
電 八郎（でん はちろう）
演:松林定志
『電エースのうた』をオペラ調に歌いあげると気持ちがよくなり、電エースに変身する。少年ジェットばりのミラクルボイスも使えるが、デスズーには通用せず倒された。『電エース刑事』でオカマにされた際にも発声は健在であった。農業の合間にエキストラをしている。独身。
電 九郎（でん きゅうろう）
演:田野倉健之
有名人のサインをもらうと気持ちがよくなり、電エースに変身する。サインしてもらった相手の知名度がそれなりだった場合、それなりのパワーとなってしまう弱点をもつ。敵宇宙人にも見境なくサインをもらおうとするほか、特に萩原佐代子への偏愛が強い。他人への悪意に満ちると第二形態、シン・九郎となり悪口雑言の限りを尽くすが、電M子に倒された。独身。
電 十郎（でん じゅうろう）
演:吉田正和
ビデオカメラでメイキング映像を撮影することにより気持ちがよくなり、電エースに変身する。『電エース60』にて久々に再登場、シニカルな言動で結婚披露宴に参列した。
電 十一郎（でん じゅういちろう）
演:菅谷洋一
電兄弟の一員となれた喜びをかみしめることにより気持ちがよくなり、電エースに変身する。
電 十二郎（でん じゅうにろう）
演:カワカミダイスケ
リングアナを生業とするさわやかな男。自らをリングアナのように紹介することで気持ちがよくなり、電エースに変身する。
電 十三郎（でん じゅうさんろう）
演:吉田文男
通常はダサいメガネをかけて生きているが、かっこいいメガネ「電アイ」を装着することで気持ちがよくなり、電エースに変身する。『電エース下関』では、ライダー変身をする十四郎と協力して電エースに合体変身するが、一撃で倒された。『電エース刑事』では電二十三郎とともにそのセリフの壮絶なまでの棒読みで、聴くものに強いショックを与え、バビーの洗脳を解いた。斉藤浩子を価値基準とした会話をする。斉藤浩子バッジを着用。独身。
電 十四郎（でん じゅうしろう）
演:コマツヒロノリ
電エース兄弟初のライダー。バイクに乗って登場し、自ら考案したかっこいい変身ポーズをとることで気持ちがよくなり、電エースに変身する。『電エース下関』では、メガネを装着して変身をする十三郎と協力して電エースに合体変身するが、一撃で倒された。妻帯者で、妻が現場に駆け付けカメラの死角からカンペを掲げるという内助の功により、詰まらずにセリフを喋る能力を持つ。 漫画家永野のりこの大ファン。
電 十五郎（でん じゅうごろう）
演:黒田能靖
電エース兄弟初の特撮ライター。持参したノートパソコンで記事を書き、送信することで気持ちがよくなり、電エースに変身する。
電 十六郎（でん じゅうろくろう）
演:通準16號
怪獣の着ぐるみに対する偏愛は電兄弟随一。現存していたドライドンの赤ちゃんを発見する。
電 十七郎（でん じゅうななろう）
演:水谷匡宏
新参電兄弟をまとめるリーダー的存在。新アイテム「電コール」を配布した。その後も適度に再登場しては新たな兄弟の戦いを応援した。『電エース刑事』では魔王バビーにオカマにされ、先導を切って電番に倒された。
電 十八郎（でん じゅうはちろう）
演:在藤銀
ゲイ。
電 十九郎（でん じゅうくろう）/カプセル怪獣アスラ
演:黒田克己
電一が携帯していたカプセル怪獣であり、なおかつ電兄弟の一員という複雑な存在。電一により使用され、十八郎を倒すため整体を駆使して戦った。『電エース下関』では二十郎により使用され巨大化したが、胸の電コールを取られ、カプセル怪獣らしくすぐに倒された。カプセル怪獣生活以外にもプライベートがあるものと思われ、 『電エース中野』の「悪烈」のイベントで知り合った妹の電P子と『電エース刑事』にて結婚した。電P子とお揃いの「19」マークの指輪を着用している。 余談ではあるが、2018年4月15日に新宿にて行われた「電フェス」では、演ずる黒田克己が実際に来場者に整体を行った。
電 二十郎（でん にじゅうろう）
演:海神える
頭のおかしい人を見ると気持ちがよくなり、電エースに変身する。しばしば戦いの場に駆けつけては、電エースのマスクの使い回しや職業怪人の営業っぷりを指摘したり、カプセル怪獣アスラを使い、時間稼ぎを行った。 正装時は眼帯を着用する。
電 二十一郎（でん にじゅういちろう）
演:村岡貞之
河崎実演出のあまりのくだらなさを体感することで気持ちがよくなり、電エースに変身する。
電 二十二郎（でん にじゅうにろう）
演:佐藤翔平
さっそうと登場するや『母さん助けて電エース』を客観的かつ冷静に批評した。
電 二十三郎（でん にじゅうさんろう）
演:せきねけんじ
千葉の和菓子屋・むさし野本店の和菓子を電エースデラックスに与え、パワーアップさせた。その後むさし野本店の廃業により失職するが、それほどショックも受けずに生きている。 また、そのセリフの壮絶な棒読みさで聴くものに強いショックを与え、バビーやホワイトアイ星人など侵略宇宙人の洗脳を解いたり、ホルモン怪獣ギアラを静止させたりした。スーパーロボット・アンガーバロンに搭乗した際には、棒読みの力でアンガーバロン2の必殺技「ウルトラスーパーデラックス電撃拳」を発動させた。無敵かと思われた棒読み攻撃だったが、『電エースキック』のハリウッド星人には通用せず、敗北した。
電 二十四郎（でん にじゅうしろう）
演:亀沢純一
『電エースタロウ』で初登場。悪の組織の陰謀をことごとく察知するが、電兄弟中最弱の電兄弟であるため自分では解決できず、いきなり三十郎や三十二郎の前に現れては解決するよう指示した。『電エース刑事』では電兄弟がオカマにされる中、両刀であるため洗脳の影響が弱く、他の兄弟の洗脳を解いた。
電 二十五郎（でん にじゅうごろう）
演:深田誠剛
『電エースタロウ』に登場。結婚しようとする三十郎とさつきの前にいきなり出現。冷静かつ沈着にさつきの出生の秘密を公開した。
電 二十六郎（でん にじゅうろくろう）
演:小泉健太郎
『電エース下関』で初登場。三十二郎の勝利を見て、似たような体型をした電二十九郎とともに、似たような体型をした電次郎のもとに駆けつける。魔王バビーにオカマにされた際も、似たような体型をした電二十九郎とともに行動していた。
電 二十七郎（でん にじゅうしちろう）
演:星野正
『電エース下関』で初登場。ノーエロゲー・ノーライフと唱えるエロゲー攻略名人で、今までに攻略した一万二千六百本のエロゲーの女の子全員を思い出すことで電エースに変身する。『電エース刑事』ではバビーに洗脳されつつも、電番を冷静に品評し、エロゲー名人としての矜持を守った。『燃えよ電エース』ではエロゲー永世名人となっていた模様。一本木蛮の大ファンであり、一本木蛮に影響されて玉川大学に進学。一本木蛮そっくりなバンラム星人のため、電兄弟をあっさり裏切ろうとした。独身。
電 二十八郎（でん にじゅうはちろう）
演:西山大介
『電エース下関』で初登場。神戸でアトラクをやっていたためアクションを得意としつつ、常軌を逸したマザコンでもある。三十二郎のピンチに駆けつけ、東映作品ばりの棒術アクションを繰り出し宇宙最強の用心棒デスズーを倒した。また、電エース刑事こと電番と戦い苦戦に追い込む実力を見せたが、ジャッキー・チャンには敵わず。独身。
電 二十九郎（でん にじゅうきゅうろう）
演:永田門
『電エース下関』で初登場。電気通信大学の大学生。二十六郎同様、似たような体型をした電次郎のもとに駆けつける。『電エース刑事』ではオカマにされたが、元来ベア系の容姿をしているため違和感がなかった。「ペーロランド」の大ファンで、マスコット「ゲティさん」を唯一神と崇めている。独身。
電 三十郎（でん さんじゅうろう）
演:金本英信
さわやかな好青年。電一や電五郎と同様、快楽を得ることで電エースタロウに変身する。年齢は2万5000歳。
電 三十一郎（でん さんじゅういちろう）
演:森友樹
黒いアロハを着用したクールな青年。黒澤明監督の『椿三十郎』の大ファンのため、「三十郎」を名乗れない悔しさから兄である電三十郎を敵視している。ビールのほか、ハイボールを飲んでも気持ちが良くなり電エースに変身する。
電 三十二郎（でん さんじゅうにろう）
演:YUMA（シェアロックホームズ）
『電エース下関』に登場。スマホで音楽を流し、ダンスを踊ることで気持ちよくなり電エースに変身する。彼のみ快楽星人ではなく下関出身の地球人だが、海響館の原田常務から変身能力を授けられた。貧乏時代はセミを食べて食いつないだという逸話を持つ。
電 三十三郎（でん さんじゅうさんろう）
演:手塚謙治
『電エース刑事』で初登場。絵が得意で、描くのに時間のかかりそうな挿し絵を毎回用意する。バビーによりオカマにされた際は、電A子を萩原佐代子と勘違いし、「このころが良かったんです」と、昭和60年発行の写真集「ひとり」にサインを求める暴挙に出、その後もオカマにされたにもかかわらず電A子に襲い掛かる大活躍を見せた。他のオカマに比べてナチュラルメイクであった。
電 三十四郎（でん さんじゅうよんろう）
演:横須賀実
『電エース刑事』で初登場。見た目は43歳だが実際は53歳（2018年現在）。アクションを得意とし、電エース刑事・電番、ジャッキー・チャンと戦った。その実力は電番も認めるほど。三ツ木清隆にやや似ているため、「イー・エス・パー」と叫ぶやどこかへ飛んでいってしまう。独身。
電 三十五郎（でん さんじゅうごろう）
演:川上健一
『電エース刑事』で初登場。バビーに洗脳され電A子を襲撃。洗脳を解かれた後は電番と協力し、張剣竜に立ち向かうが首の骨を折られて敢えなく倒された。また、なぜ知っているのかはよくわからないが、宮田日出海を巨大化させる方法を知っていた。
電 三十六郎（でん さんじゅうろくろう）
演:石川雅之
『電エース刑事』で初登場。アストロ侍と称しライトセーバーを携えている。バビーに洗脳され電A子を襲撃。洗脳を解かれた後は張剣竜に立ち向かうが、敢えなく倒された。宮田日出海の結婚披露宴にもライトセーバーを持って参列。
電 三十七郎（でん さんじゅうななろう）
演:佑木達也
『電エース刑事』で初登場。本物のトンカチ二本でトンカチ拳法を繰り出すが、張剣竜により逆に頭骨を割られて敢えなく倒された。『燃えよ電エース』では、元カノに対し異様なまでに執着をするという異常性を孕みつつも、独身の電兄弟と共に率先してお見合い番組に出場した。
電 三十八郎（でん さんじゅうはちろう）
演:小材直由
『電エース刑事』で初登場。電番に加勢し、張剣竜に立ち向かうがスムーズに倒された。超合金に詳しい。
電 三十九郎（でん さんじゅうきゅうろう）
演:大東賢
『電エース刑事』で初登場。力現道の道着を纏い、頭に「龍」の鉢巻、肩には鎖を下げた巨漢。力道拳の使い手。『電エース刑事』では電エース刑事・電番と死闘を繰り広げた。
『燃えよ電エース』では主演を務める。他の独身電兄弟と共にホワイトアイ星人のお見合い作戦に引っかかってしまうが、兄弟のサポートと持ち前のパワーアクションで、からくも星人を倒すことに成功した。自ら経営する道場・パワーアクショングロウで弟子と共に日々鍛錬の日々を送っている。
電 四十郎（でん よんじゅうろう）
演:青木中
『電エース刑事』に登場。緑色のアロハを着用した、電兄弟・四十番台七人衆の頭領。奇っ怪な動きで、電兄弟の三十番台はボンクラ揃いだと喝破した。四十番台七人衆を扇動し、ショッカーライダーを思わせる波状攻撃を繰り出して張剣竜を翻弄、電番に助太刀をした。
電 四十一郎（でん よんじゅういちろう）
演:廣田トモユキ
『電エース刑事』に登場。電兄弟・四十番台七人衆の一人。電兄弟一アニメの物真似がうまいと自称し、よりにもよってアムロ・レイの物真似をするという暴挙に出た。
電 四十二郎（でん よんじゅうにろう）
演:中川直樹
『電エース刑事』に登場。電兄弟・四十番台七人衆の一人。電兄弟一の東映特撮愛男を自称するが、特に東映特撮愛を披露するチャンスはなかった。
電 四十三郎（でん よんじゅうさんろう）
演:多田憶尋
『電エース刑事』で初登場。電兄弟・四十番台七人衆の一人。車椅子に搭乗しているため、スーパーロボットの操縦程度は朝飯前。
電 四十四郎（でん よんじゅうよんろう）
演:参謀長
『電エース刑事』に登場。電兄弟・四十番台七人衆の一人。電兄弟一の録画マニア、元クリスタルスカイ参謀長を自称し、超力戦隊オーレンジャーの三浦参謀長を思わせるマオカラーを着用している。
電 四十五郎（でん よんじゅうごろう）
演:ますいたかみち
『電エース刑事』に登場。電兄弟・四十番台七人衆の一人。エキストラ界の帝王を自称。
電 四十六郎（でん よんじゅうろくろう）
演:江坂幸篤
『電エース刑事』で初登場。電兄弟・四十番台七人衆の一人。ラジオと昭和歌謡が大好きだが、惜しくもそれが役立つチャンスはなかった。日本プロ野球にも造詣が深く、重要な物事を強豪外国人選手に例えた会話をしがちである。
電 四十七郎（でん よんじゅうしちろう）
演:四袋喜久（第四胃袋ギアラ）
『電エース60』に登場。ギターの速弾きをすることで気持ちよくなり電エースに変身する。ホルモン怪獣ギアラを追って、電一の前に姿を現した。会社勤めをしつつ、おやじバンド「第四胃袋ギアラ」の活動もしている。家庭では妻の久子、長女の沙耶、次女の麻耶、犬のデガンジャと暮らす良き父親。
電 四十八郎（でん よんじゅうはちろう）
演:泉すけまさ
『電エース60』に登場。宇宙人が会話している合間のわずかな隙をついていきなり話に割って入ったりするのが得意な若手ホープ電兄弟。
電 四十九郎（でん よんじゅうきゅうろう）
演:星野守宏
『電エース60』に登場。「一本木蛮のコスプレがきっかけでけものフレンズにはまった」などと常軌を逸したことを言い出す、変わったヘアスタイルの男。
電 五十郎（でん ごじゅうろう）/ 電エースキック
演:小林さとし
『電エースキック』『電エースウェディング』『電エースカオス』に登場。5秒間に100回のキックを繰り出すことで気持ちがよくなり電エースキックに変身する。キックボクシングでは無敵で「野良犬」の異名をとっていたが、恋愛には不器用であり、電一や電次郎に相談をしている。
電 五十一郎（でん ごじゅういちろう）
演:南翔太
『電エースハウス』に登場。若い男女でシェアハウスに住み不毛な恋愛に勤しんでいるが、非常識さと特撮マニアが昂じてなかなかうまく行っていない。女のやつに抱きつくことで気持ちがよくなり変身する。
電 五十二郎（でん いそじろう）/ 電エースQ
演:タブレット純
『電エースQ』『電エースカオス』に登場。常は昭和のムード歌謡歌手として活躍しているが、ムード歌謡をフルコーラスで歌いきることで気持ちがよくなり電エースＱに変身する。兄弟で唯一、テレポーテーション能力を体得している。

電 A子（でん えーこ）
演:萩原佐代子
『元祖 電エース』から登場。電一の妹であり、『それいけ！ 電エース』では電次郎の姉であると判明した。夫は宇宙刑事である電番、一人娘に電宙がいる。電一の還暦パーティーに参列した際には、戦いで死亡したのぞみをヒューマノイドタイプのサイボーグにして蘇らせた。変身後の姿はウィッグ、リボン、口紅をつけた電エースマスクと『恋身女子戦隊パティーズ』パティイエローのスーツの改造。
電 B子（でん びーこ）
演:永田理子
生物教師を生業としている女のやつ。母さん助けて詐欺犯を看破し、次郎の危機を救った。その後も電エースの戦いにたびたび遭遇し、陰ながら応援した。『電エース下関』では電姉妹を率いて登場、三十二郎にパワーを注入。『電エース刑事』でバビーの洗脳でヤンキー化した際も電姉妹を率いて大暴れをした。「教師拳」なる拳法を得意とするが、その実は単なる筋トレであった。サイボーグ改造技術もある。
電 C子（でん しーこ）
演:中村つぐみ
京劇攻撃を得意とする女のやつ。日頃はガールズバーでバイトしている。宇宙の帝王ブツダーと戦ったC子は偽C子であったが、全員集合シーンには本物が参加している。
電 D子（でん でぃーこ）
演:三宅里奈
DVDにすら収録不可能なゲスな話をすることで気持ちがよくなり、電エースに変身する女のやつ。
電 E子（でん いーこ）
演:後藤円加
パーマン5号なみの幼児。哺乳瓶で牛乳を飲むことで気持ちがよくなり、電エースに変身する。『電エース60』で久々に登場し、アンガーバロン2発進の掛け声を発した。
電 F子（でん えふこ）
演:梶原千春
女のやつ。新参電兄弟の変態っぷりを目の当たりにし、変態をやめるよう説得した。『電エース刑事』で久々に登場したと思ったら、バビーの洗脳でヤンキー化してしまった。
電 G子（でん じーこ）
演:青山玲奈（フラップガールズスクール）
電 H子（でん えっちこ）
演:坂本マリア（フラップガールズスクール）
現役アイドルなのに電エースに出演、『SUNRISE』を歌い踊ることでクイーンブツダーを精神的に攻撃した。
電 I子（でん あいこ）
演:成松こだま
E子同様、幼児。電エース・マスクを被らされるという虐待を受けながらも電エースに変身する。和江の調査によると99.9%の確率で電一の実子とのこと。『電エース60』では宮田日出海・のぞみの結婚披露宴にて、ベールガールの大役を果たした。
電 J子（でん じぇいこ）
演:藤本つかさ
「ハニーツッカー」というリングネームで、地下プロレス組織「ホットリボン」に所属する女のやつ。凶器攻撃を得意とするファイトスタイルで過去全戦反則負けという戦績。本名はさつきと名乗っており孤児であったが、ブラック社社長キヤースに育てられたため、自らの出自を知らなかった。
電 K子（でん けーこ）
演:うっちー
電三十二郎にパワーを注入するため駆けつけた女のやつ。聞き取りやすい台詞回しで電三十二郎を応援した。
電 L子（でん えるこ）
演:坂本朱花
電三十二郎にパワーを注入するため駆けつけた女のやつ。M子が応援するのを聞き力強く頷いた。
電 M子（でん えむこ）
演:羽鳥文野
『電エース下関』で電三十二郎にパワーを注入するため初登場。その後は非常識な電九郎を叩きのめしたり、電三十九郎に代わって敵宇宙人と戦うなど暴力的な活躍をするも、M子という名前の通りマゾだということが判明。『電エース60』では結婚披露宴に女性議員を思わせるピンクのスーツで参列した。
電 O子（でん おーこ）
演:小川空
『電エース刑事』で初登場。魔王バビーの洗脳でヤンキーと化してしまった。なぜか演技力があり、英語交じりの喋り方をする。『電エース60』では金髪にして装いも新たに再登場。
電 P子（でん ぴーこ）
演:黒田里奈
『電エース刑事』で初登場。『電エース中野』で電十九郎と交際していた女のやつ。『電エース刑事』では結婚するということが判明した。一般的には近親婚にあたるが、電兄弟的には問題ないものと思われる。電十九郎とお揃いの「P」マークの指輪を着用している。
電 Q子（でん きゅーこ）
演:岸田尚
『電エース刑事』で初登場。電兄弟でありながらなぜかセレブ一族の一員。魔王バビーの下品さにより倒された。

快楽の祖父
電エースの祖父。電エースに角をつけた姿をしている。快楽の星を侵略してきたブラック星人と戦った。
快楽の父
電エースの父。ミラクル電エースに角をつけた姿をしている。幻影のように現れ、電エースの危機を警告した。
電 番（でん ばん）/電エース刑事
演:渡洋史
快楽星人電番は、電A子の夫にして宇宙刑事である。「楽射（らくしゃ）！」のかけ声と共に、わずか0.0001秒以内に電エース刑事に変身完了する。その武器である電ブレードは強力だが、発光はしない。A子との間には一人娘・宙（そら）がいる。後輩の滝とは、テレパシーで通信が可能。
電 宙（でん そら）
演:マコ・プリンシパル
電エース刑事こと電番と電A子の娘。丈のやけに短いセーラー服を着ている。父譲りの身体能力を持つ。パンチラが激しいが、下着を二重に着用しているため問題はない。女装美少年カオルくんと交際している。名前の「宙」は、マコ・プリンシパルの祖父である渡辺宙明の名の一字を取ったもの。
電 雷（でん らい）
演:大内雷電
電兄弟のいとこ。一万ヶ所もある「電エーススタンプラリー」を巡りコンプリートしたエキセントリックボーイ。優男だが、収集のためならジャッキー・チェン程度片手で倒せる実力の持ち主。ウルトラ兄弟を思わせる衣装に、デヴィッド・ボウイを思わせる稲妻のようなフェイスペイントをしている。

### ヒロイン
カズエ
演:坂本和江
『電エース』に登場した女のやつ。電一が他の女のやつに抱きついて変身したことで破局した。
マサコ
演:桑山恵子
『常識を超えた男・電エース（関西テレビ版）』に登場した女のやつ。就職した電一と付き合っていたが、ブラックエースに人質に取られた。特に破局はしていないが、後に電一が別人と結婚していることから、最終的には破局したものと思われる。
ナナエ
演:吉州ななえ
『電エース2000（道楽劇場版）』に登場した女のやつ。電一と結婚するが、電一が不倫したため失踪。その後電一の改心により復縁した。特に破局はしていないが、後に電一が独身になっていることから、最終的には離婚したものと思われる。
このみ
演:蜂谷眞未
『本家電エース』に登場した女のやつ。電一が快楽留学で滞在した旅館の一人娘。電一が人妻を強姦するなどして破局した。
和美
演:松嶋初音
『絶対やせる電エース』に登場した女のやつ。電一が教師を務める新潟の専門学校の生徒。電一48連続失恋最初の一人。電一が宇宙人であることが発覚して破局した。
沙織
演:南奈央
『絶対やせる電エース』に登場した女のやつ。サントピアワールドで電一と知りあう。彼氏がいることが発覚して破局した。
元木理奈
演:森下悠里
『絶対やせる電エース』に登場した女のやつ。電一が教師を務める新潟の専門学校の教師。謎の宇宙人との交際が発覚して破局した。
松なめ子
演:辛酸なめ子
『絶対やせる電エース』に登場した女のやつ。電一48連続失恋最後の一人。破局した。
ともこ
演:ひえだともこ
『絶対やせる電エース』に登場した女のやつ。電一の偽物、電－と付き合っていたが強姦されそうになり破局した。
オリエ
演:相多愛
『それいけ！ 電エース』に登場した女のやつ。電五郎と交際していたが、電A子におっぱい星人の正体を見破られて破局した。
牧野美千子
演:牧野美千子
『それいけ！ 電エース』に登場した女のやつ。佃煮諏訪商店の女将。電五郎に惚れられていたが、人妻だったため破局した。
和江
演:友坂日香
『母さん助けて電エース』に登場した女のやつ。第一作のカズエとの関係は不明。電一に隠し子が発覚して破局した。
さつき
演:藤本つかさ
『電エースタロウ』に登場した女のやつ。電三十郎と交際していたが、実の兄妹であることが判明して破局した。
真子
演:湯本美咲
『電エース中野』に登場した女のやつ。電三十郎、電三十一郎を天秤にかけていたが結局電一を選んで破局した。
沙織
演:江藤彩也香
『電エース下関』に登場した女のやつ。電三十二郎といい感じの関係で、特に破局はしていない。
お見合い女子たち（大谷さくら、則元ちえみ、山田桃子、内川真央、坂本愛莉、嶋七海、菅野未来、中田玲奈、青木萌、野村ミオ、松田美月）
演:咲谷ゆい、武内おと、松林うらら、藍田愛、金野美穂、馬谷千聖、渕上ひかる、石井博美、小幡綾子、奥野亮子、泉川朱里
『燃えよ電エース』に登場した女のやつら。「お見合いラブラブ大作戦」に参加、お見合い相手の電兄弟のあまりの痛々しさに塩対応をしていたが、元々ホワイトアイ星人によるサクラであった。宇宙人なのか地球人なのかは不明。11人とも野球選手を思わせる苗字をしている。
のぞみ/宮田のぞみ
演:永野希
『電エース60』にて初登場した女のやつ。通称のんちゃん。漫画家永野のりこの娘にして、破李拳竜こと宮田日出海の婚約者。宮田とは、書店で『ゴジラの見た北朝鮮』という本を同時に手に取ろうとして知り合い、婚約に至った。大の特撮マニアだったが、ホルモン怪獣ギアラに踏みつぶされて絶命。電A子、電B子らにより、アンドロイドのぞみとして蘇生された。全身は8マンと同じくハイマンガン・スチール製で、戦闘能力もあり、アンドロイド・リンを戦闘の末破壊した。『電エースハウス』ではアップデートされ、巨大化機能が搭載された。『電エースカオス』では、腹部のハッチからキーボードが現れてコンピュータ端末となる「スーパーPCモード」が追加された。
駿河ナオミ
演:ちかまろ
『電エースキック』に登場した女のやつ。電五十郎に惚れられており満更でもなかったようだが、ハリウッド星人に誘拐されていた夫が戻ってきたため破局した。同作の別バージョンである『電エースウェディング』では、夫が戻らず、電五十郎の愛を受け入れ結婚した。
赤澤照美
演:関谷真由
『電エースハウス』に登場した女のやつ。テレビレポーターとして電次郎のゴミ部屋を断捨離しようとするが、返り討ちに遭ってしまう。電五十一郎といい感じの関係で、特に破局はしていない。
松嶋千晶
演:ちかまろ
『電エースカオス』に登場した女のやつ。『電エースキック』に登場した駿河ナオミと瓜二つ。特撮が好きで「ゴジラや」で働いている。

### 電エースの協力者
天野ミチヒロ
演：天野ミチヒロ
UMA研究家。電兄弟に怪獣や怪奇現象について助言するが、電次郎同様損な役回りが多い。『電エース ハンケチ王子の秘密』『絶対やせる電エース』に登場。
メスパイ・ミオ
演：三枝実央
『電エース ハンケチ王子の秘密』に登場。河崎実監督作品『メスパイ』からの登場だが、設定は異なる。電ファミリー同様、全地球の平和を守る美人巨乳宇宙人。巨乳から快楽エネルギーを放射できるほか、破壊光線であるボヨヨンビームも発射できる。
クラッシャーカズヨシ
演：酒井一圭
『電エース ハンケチ王子の秘密』に登場。トレンディードラマ俳優酒井カズヨシが、正義のヒーロー「クラッシャーカズヨシ」に変身する。佐藤文則監督作品『クラッシャーカズヨシ』シリーズからの登場。
快楽の神
演：やくみつる
『電エース ハンケチ王子の秘密』に登場。電エースに快楽エネルギーを与え、怪獣をしつけ糸で拘束してしまえる神様。その頭部の被り物は『恋身女子高生パティ』創造主アヌン頭部の流用。
どさんこ戦隊ハルニレンジャー
北海道中川郡豊頃町からやって来た3人組の正義のご当地ヒーロー。3人で光線技を放ち、クッシーを撃退した。
お魚戦隊カツオジャー
鹿児島県枕崎市の平和を守る5人組の正義のご当地ヒーロー。腹皮ビームで電エースのダメージを回復させ、宿敵アビシャー将軍を鰹節ピラミッドビームで倒した。
一峰大二
演:一峰大二
『電エース ザ・ファイナル』に登場。仕事で失敗して落胆する電次郎を励ます。
斉藤浩子
演:斉藤浩子
『電エースタロウ』に登場。スペシャルゲストとして登場、『猿の軍団』での経験をもとに地下プロレスラーを激励。偶然居合わせた電十三郎似の斉藤浩子マニアの客により、その来歴について解説がなされた。
通りすがりの『ムー』の編集長
演:三上丈晴
『電エース中野』に登場。大江戸温泉物語での最終決戦の場に偶然通りすがっては、地底人のうっかりミスを指摘した。
原田常務
演:原田伴博
『電エース下関』に登場。海響館の常務。実は快楽星人で、海響館前で踊っていた電三十二郎にパワーを与え、変身能力を授けた。このくだりは三十二郎を演じたYUMAが海響館でダンスの練習をしていたところ、警備員に咎められたが、それを見ていた原田氏が練習を許可したという実話に基づく。
ペン太
『電エース下関』に登場。海響館のマスコットキャラクター。怪人ホネの海響館への闖入を身を呈して阻止しようとするが、弾き飛ばされた。
ゆめたん
『電エース下関』に登場。海峡ゆめタワーのマスコットキャラクター。海峡ゆめタワーを守ろうとするも、怪人ホネにぶっ飛ばされた。
しもるん
『電エース下関』に登場。シーモール下関のマスコットキャラクター。怪人ホネ、ギョジラー相手に善戦するが健闘むなしくひっくり返された。
海峡戦士タイガーフーク
演:井上大次郎
『電エース下関』に登場。下関のご当地ヒーロー。悪の組織ジャークと戦っている。電エースに下関のふぐパワーを送り、パワーアップさせた。
滝陽出（たき・ひで）
演:鈴木秀人
『電エース刑事』に登場。電エース刑事電番の後輩。テレパシーで電番の失われた記憶を蘇らせた。魔王バビーのアジトに潜入するも捕らえられ、オカマにされてしまう。
カオルくん
演:大島薫
『電エース刑事』に登場。電エース刑事電番の娘・電宙と交際している。見た目女のやつだがれっきとした男である。
板井
演:黒田竜介
『燃えよ電エース』に登場。電三十九郎の下、パワーアクショングロウで鍛錬の日々を送るも、華のない独身修行生活に不満を抱いている。ジャッキー・チャンと戦うが、よそ見したところを倒された。
通りすがりの家族
演:市川正浩、市川りお 、市川正人
『燃えよ電エース』に登場。電兄弟のお見合い会場に偶然通りすがっては、電エースドラゴンを応援した。父はなぜか特徴的な話し方をする。『電エース60』では祖父までも登場。
宮田 日出海（みやた ひでうみ）
演:破李拳竜
『燃えよ電エース』に登場。「お見合いラブラブ大作戦」に参加するためやって来た、漫画家破李拳竜本人。58歳。名前は破李拳竜の本名・宮田英実のもじりである。『電エース60』では齢60にして婚約者・のぞみと中野サンプラザで挙式をするに至った。電兄弟ではないものの、電一の還暦パワーと電兄弟の祝福パワーを集中させることで巨大化できる。常軌を逸したメカバレ嗜好がある。
ブルー・スリー
演:岡本良史
『燃えよ電エース』に登場。死没した伝説的な格闘家であったが、電三十九郎の窮地を救うため冥界から蘇った姿。その技でジャッキー・チャンを圧倒した。怪鳥音を発する。
薩摩剣八郎
演:薩摩剣八郎
『電エース60』に登場。ゴジラのスーツアクターを務め、「徹子の部屋」に出演したこともある薩摩剣八郎本人。中馬剛心流の極意を宮田日出海に伝授すべく近所の公園で特訓をするが、うるさいので近所のおばさんに怒られた。
大森博士
演:市川正浩
『電エース60』に登場。科楽特奏隊のロボット設計者にして七星科学研究所の天才科学者。ホルモン怪獣ギアラに母親を殺されており、自らの怒りをエネルギーとしたスーパーロボット・アンガーバロン２を開発した。Instagramと自撮りが趣味。
スーパーロボット・アンガーバロン2
演:市川正浩
『電エース60』に登場。閻魔大王を思わせるフェイスをした真紅のロボット。いつもは等身大だが、ジェットジャガー同様巨大化もできる。電兄弟全員を内部に搭乗させ、その怒りのパワーとリンクして攻撃を繰り出す。必殺技はウルトラスーパーデラックス電撃拳。
小林さとし
演:小林さとし
『電エース60』に登場。キックの野良犬の異名をとる、元WKAムエタイ世界ライト級王者。いきなり電一の還暦パーティーに参列した。
古谷敏
演:古谷敏
『電エースキック』に登場。幻影のように現れ、自らの人生経験をもとに電五十郎を激励した。
地球防衛熟女イコちゃん
演:西村知美
『電エースハウス』に登場。電エースのピンチに現れ、おねがいパワーで電エースに力を与えた。
猫井宅人
演:半田健人
『電エースQ』『電エースカオス』に登場。俳優。昭和愛好家として電五十二郎とは旧知の中で、ヒーローとしての在り方の助言をした。
一条玲子
演:里見瑤子
『電エースQ』『電エースカオス』に登場。10年前に宮田秀日出海と交際していたが、宮田のメカバレ趣味を受け入れることができず破局した。宮田との間の一子、櫻次郎を女手一つで育てた。ユーリク星人ニーギョの光線銃から宮田をかばい、櫻次郎を託して死亡。
若き日の宮田日出海と一条玲子の回想シーンには、白石雅彦監督作『まだ沈まぬや日本は』（2007）の映像が使用されている。同作は映画『日本沈没』（2006）の協賛企業、セイエンタプライズのサバイバル・フーズCM動画。
一条櫻次郎（おうじろう）/宮田櫻次郎
演:加藤櫻華
『電エースQ』『電エースカオス』に登場。宮田日出海と一条玲子の子で、登場時10歳。幼少の身でありながら父親ゆずりのメカ趣味と特撮知識を持つ。母の死後は宮田日出海・アンドロイドのぞみ夫妻に引き取られ、コンピューターの知識もネットハッキングを行うまでに向上した。
ロバマン
演:吉田照美
『電エースQ』に登場。映画『ロバマン』の主人公。悪の波動をキャッチして駆けつけ、怪獣イカラとトークを繰り広げることで、電五十二郎の変身の間を持たせることに成功、電エースQと協力してJOQRビームを放った。
藤波辰爾
演:藤波辰爾
『電エースQ』に登場。電エースQとユーリクの戦いに通りすがり、ユーリクにプロレスの道を説いた。
トチオンガーセブン
演:星知弘
『電エースカオス』に登場。新潟県長岡市栃尾のローカルヒーロー。高田世界館から、電兄弟に声援を送った。
勝呂誉
演:勝呂誉
『電エースカオス』に登場。電兄弟のピンチに通りすがったところを、電五十郎と電五十二郎に無理に頼まれて電エースカオスへの合体変身に協力した。
グレート小鹿
演:グレート小鹿
『電エースカオス』に登場。かつて馬場や猪木と共にタイガーマスクを助けに来たレスラーの一人として、同じように電エースカオスを助けに来た。電エースカオスと同等に巨大化している。
ドクターホープ
演:ホープ（ゆーとぴあ）
『電エースカオス』に登場。グレート小鹿の依頼で駆けつけ、電エースカオスに必殺武器のゴムパッチンを渡して勝利へと導いた。

### 敵キャラクター
幻覚宇宙人チョコクリスピー星人
『電エース』に登場。この世界に絶望した電次郎をチョコクリスピー星へと誘った宇宙人。東宝映画『怪獣大戦争』のX星人円盤に酷似した円盤を操る。『電エース ザ・ファイナル』で再登場を果たしている。『ミラクルバニー』で使用されたギニョールの改造。
ブラック星人
『電エース 関西テレビ版』回想シーンに絵で登場。過去に電エースの故郷・快楽の星に侵攻してきた宇宙人。ペンタザウルス、エイター、メカエイター、トライドン、ジャボウ、木人、弁慶号を従えている。
ブラックエース
演:平田純一
『電エース 関西テレビ版』に登場。電エースの故郷・快楽の星を滅亡に追い込んだ、ブラック星侵略軍の実力者。水着美女を使い電エースを倒そうとするが、さらなる快楽を得た電エースに倒された。変身後のマスクは『エスパレイザー』のエスパレイザー（上郷）の流用。『電エース ザ・ファイナル』で再登場を果たしている。
レッドウェイト
演:赤松和光
『電エース このフィギュアは俺が買う！』に登場。ロボット怪獣マミトラーをあやつる、マーミット人の首領。マニアに限定品を売りつけ、世界恐慌を巻き起こそうとした。その名は、演ずるマーミット代表の赤松（赤・待つ→レッド・ウェイト）に由来する。
電エースキラー（『電エースTV』）
演:レイパー佐藤
ピンク色の全身タイツに金色の全身タイツを重ね着した風体の宇宙人。サトー星人とも呼ばれる。地球全ての女に電エースキラーjr.を産ませて地球征服しようとした。
電エースキラー（『本家 電エース2005』）
演:中川翔子（人間体、変身後の声）/谷口洋行（変身後）
電エースを倒すために作られた。No.1コスプレキャバ嬢・みどりとして電兄弟を油断させた。胸のマークは「殺」。電エースを上回る力を持つ。『地球防衛少女イコちゃん2』のミラクルマンの改造。
おっぱい星人
演:沢地優佳
『元祖電エース』に登場。等身大の電エースと露天風呂で死闘を繰り広げた。タイトルでは「珍獣」と表記される。電ビームで敢えない最期を遂げた。
レッドベアキング
『元祖電エース』に登場。キング星に一人で住んでいる宇宙人。おっぱい星人を倒されたことに激昂し、等身大で電エースと戦い苦しめるが、駆けつけた電A子により首を切断されて倒された。そのスーツは『恋身女子戦隊パティーズ』の巨大ロボ・ジャイアントホストの流用。
極悪宇宙人ジャコメッティ
演:小田有沙/加藤美佳/太田衣美（KANA）
『電エース ハンケチ王子の秘密』『電エース ザ・ファイナル』に登場。女のやつに次々と変身して電兄弟の油断を誘い、怪獣クッシー、イッシーらを駆使して電エースと戦った。本性を現すとネコのような口調になり、コスチュームも『恋身女子戦隊パティーズ』パティピンクのものに変身。変身途中に一瞬見せた実態の姿は『エスパレイザー』エスパレイザースーツ（上郷）の写真が使われている。
雷エース（かみなりエース）
演:斎藤工
『電エース ハンケチ王子の秘密』に登場。悦楽の星の王子タクミが赤いハンケチをかざすことにより変身する無敵のヒーロー。胸のエンブレムは「雷」。視聴率不振で打ち切りとなった電エースの、後番組の主演を務めた。
厭エース（えんエース）
演:せんだみつお
『絶対やせる電エース』に登場。厭（えん）星から来た侵略者。電一そっくりな電－（マイナス）に化けて評判を落とし、一を48連続失恋させ、兄弟を共産圏の国に閉じ込めるなどして電兄弟の抹殺を図った。その正体はタレント・せんだみつお本人であり、東京スポーツ映画大賞特別作品賞を受賞した河崎実監督に取って代わって仕事を増やそうとした。得意技はナハシューム光線と寒いギャグによる冷凍攻撃。
にしおかすみこ
演:にしおかすみこ
『絶対やせる電エース』『電エース ザ・ファイナル』に登場。SM69星雲から来た、SMの女王様の風体をした宇宙人。電兄弟に仕置きをするため、怪獣バンギラを伴って地球へ来た。
高野巨人
演:高野二郎
『電エース ザ・ファイナル』に登場。超一流オペラ歌手高野二郎が、にしおかすみこに操られて身長2000メートルに巨大化。全盛期のジ・エコーズばりの殺人歌唱で電エースを苦しめた。
マスクマン星人
演:野中聖治
『電エース ザ・ファイナル』に登場。ブラックエースらと共に電エース抹殺会議に参加した。
マグロー将軍
演:森田釣竿（漁港）
『電エース ザ・ファイナル』に登場。全宇宙の魚を支配してきたという、フジロック星の帝王。電エース抹殺のために集結したブラックエースらと手を組む。直属の部下（演:深海光一、鯨太郎）を連れている。テーマソングに「マグローのテーマ」がある。
宇宙恐竜アミアミン
演:堀舞子
『電エース ザ・ファイナル』に登場。マグロー将軍の配下。亜美と名乗り、電次郎の社会的抹殺を企んだ。巨大化して目からビームを放つ。
ホーキング星人
演:谷口洋行
『電エース（なんでもアリタッ！版）』に登場。宇宙の帝王。全宇宙放送禁止映像放送作戦を企む。『元祖電エース』におけるレッドベアキング戦の流用。
雷仮面
演:塩野勝美
『それいけ！ 電エース』に登場。雷電之介が変身する。気持ちがよくなると変身する点が電エースと酷似するため、暴れる怪獣を無視して電五郎と張り合った。最後は共闘し、怪獣を撃退した。マスクは『エスパレイザー』エスパレイザースーツ（上郷）の改造。
おっぱい星人（『それいけ! 電エース』版）
演：相多愛
『それいけ! 電エース』に登場。オリエという名前で電五郎と付き合っていたが、その正体は地球征服を目論む侵略者「おっぱい星人」だった。『元祖電エース』に登場したおっぱい星人との関係は不明。結局「元カノ」になりつつも電五郎を見守っていた。スーツは『恋身女子高生パティ』パティのものを改造。
宇宙の帝王ブツダー
演:平井充侯
『母さん助けて電エース』に登場。大泉東映撮影所の悪の巣窟・特撮研究所を根城に、母さん助けて詐欺で資金を集めて全宇宙に放送する特撮番組を作ろうと企んだ。そのスーツは『兜王ビートル』に登場したリッパーに『コアラ課長』カエル店長の腕をつけたもの。
クイーンブツダー
演:サン・ジュナ
『母さん助けて電エース』に登場。巨大化もできる。頭部など甲冑部分はピコピコ作になるギャルショッカーの怪人・甲殻怪嬢ザリクイーンのもので、『AKB48コント「びみょ〜」』では指原莉乃が着ていた。スーツは『恋身女子高生パティ』のものを流用。
怪しい男
演:塩野勝美
『母さん助けて電エース』に登場。ブツダーの配下。人間に変身して母さん助けて詐欺を行おうとした。変身後は『兜王ビートル』に登場したアラーニャのマスクと雷仮面スーツの流用。
キヤース
演:元氣安
『電エースタロウ』に登場。ブラック企業「ブラック社」社長。地下プロレス組織「ホットリボン」による賭博プロレスで莫大な収入を得ていた。洗脳した社員をメディアや政財界に送り込み、消費税を300パーセントに増税、怪獣も出現させた。その正体は侵略宇宙人であり、異常なメイクにふんどし一丁という異常な姿で巨大化、電エースタロウと戦った。口から溶解液を吐き出し、ふんどしとビニール袋で攻撃する。ブラック企業の社長であるため「ブラー」を連呼しながら会話する。
ブラック社部長・市川
演:市川源
『電エースタロウ』に登場。ブラック社の部長。次々と変装しては電三十郎の前に現れ、快楽を奪い変身不可能に追い込んだ。ブラック企業の最高幹部らしく人権を無視したいかれた行動をとるが、宇宙人なのか洗脳された人間なのかは不明。
ジャンボセラ
演:世羅りさ
『電エースタロウ』に登場。地下プロレス「ホットリボン」最強と謳われる女子レスラー。反則も厭わぬラフなファイトスタイルを売り物としている。
ブリル
演:酒井一圭
『電エース中野』に登場。地底から地上侵略にきた最低人。地底帝国『悪烈』を組織し、大江戸温泉物語で観客にチャンバラを見せて洗脳する「日本チャンバラ化計画」を推進して多額のお布施を巻き上げ、酒を飲んで酔っ払っては女に手を出すというまさに最低な所業をしていた。目から洗脳光線を出し、カールと合体して巨大怪人に変身する。
カール
演:後上翔太
『電エース中野』に登場。ブリルと共に地上侵略にきた最低人。クールな風貌と東京理科大学を中退するほどの知性の持ち主で、日本チャンバラ化計画の立て役者であった。
リー
演:市川源
『電エース中野』に登場。悪烈四天王のリーダー。発動までに五時間かかる悪烈必殺拳・魔龍拳を得意とする。ブラック社部長・市川に酷似しているが、他人の空似と思われる。
マラー
演:グ・スーヨン
『電エース下関』に登場。麻羅観音のある長門市俵山在住のマラ星人。全宇宙の創造主と崇める「魔羅様」に酷似した海峡ゆめタワーの破壊を目論んだ。目から怪光線を放つ。
テルゾー
演:佐藤輝
『電エース下関』に登場。マラーの一番弟子にして宇宙最強の戦士。滑舌がよく、怪人ギョジラーに変身する能力をもつ。電三十二郎とダンスで対決するも敗北、爆死した。鎧は悪烈のゼブリンと同じもの。
ギョクー
演:市川源
『電エース下関』に登場。マラー軍団長。発動までに五時間かかるマラリア拳法を得意とする。悪烈四天王・リーに酷似しているが、他人の空似と思われる。
デスズー
演:鈴木秀人
『電エース下関』に登場。マラー軍団最強の剣士にして宇宙最強の用心棒。用心棒怪獣ブラックキングをペットにしていると言われている。その剣技で電九郎、八郎、十三郎、十四郎を一撃で倒すが、二十八郎の東映アクションによりあえなく倒された。
魔王バビー
演:バビ江ノビッチ
『電エース刑事』に登場。宇宙のすべての生物をオカマにしようと計画し、特に性差別の激しい地球に来襲し、電兄弟姉妹を七星空間と呼ばれる異空間に閉じ込め、次々と洗脳した。本拠地は新宿二丁目のマロヒゲに存在する。蝶のような装束に身を包み、羽根から毒鱗粉を発して電エース刑事・電番を苦しめた。閑魔界（ひまかい）と呼ばれる異次元空間を発生させる能力を持つ。
張剣竜（はり・けんりゅう）
演:破李拳竜
『電エース刑事』に登場。拳法家の風体をした、バビー一味最強のオカマ。香港映画ばりの拳法で新参電兄弟を次々と血祭りに上げたが、電エース刑事・電番には敵わず敢え無く倒された。
ササガー
演:市川源
『電エース刑事』に登場。フレディ・マーキュリーのような風体をした、バビーの手下。発動までに五時間かかる拳法を得意とする。マラ星人・ギョクーに酷似しているが、他人の空似と思われる。
凶悪犯ツィミー
演:奥山雄太、カメレオール
『電エースポリス』第1話「人殺しは気持ちいいぞ！」に登場。宇宙刑務所から脱走した凶悪犯。電エースポリスに一方的に攻撃され、真っ二つにされて絶命した。
凶悪宇宙人ダーワ
演:在藤銀
『電エースポリス』第2話「死ね！ 凶悪宇宙人」に登場。とあるバーのマスターに擬態していたが、自分以外の客が全員電エースポリスにより撲殺されて、あまりの恐怖に正体を現した。頭は『兜王ビートル』に登場したアラーニャのマスクの流用。
悪質宇宙人ブルーウッド星人
演:青木中
『電エースポリス』第3話「死ね！ 悪質宇宙人」に登場。宇宙の帝王。電エースポリスを変身不能に追い込むが、変身しない状態の電浩に普通に殺された。緑色のスーツは『兜王ビートル』に登場したリッパーのもの。
ホワイトアイ星人/碇フェラーリ
演:掟ポルシェ
『燃えよ電エース』に登場。宇宙の帝王。地球人を白目にして無力化する「ホワイトアイ計画」遂行のため、偽番組「お見合いラブラブ大作戦」を企画し独身電兄弟をおびき寄せた。ジャッキー・チェンを人工的に作り出すほどの科学力を持つ。未成年アイドルが好きで破李拳竜の大ファン。
川村菜真子
演:ナマコラブ
『燃えよ電エース』に登場。「お見合いラブラブ大作戦」の参加者の振りをしていたが、ホワイトアイ星人の配下だった。パープルのナース服を着用、鞭を使って電三十九郎や電M子を倒す。メンタルに問題を抱えているらしい。ナマコを海面に叩きつけてバラバラにするのが趣味。
ジャッキー・チャン
演:ジャッキーちゃん
『燃えよ電エース』に登場。宇宙の帝王・ホワイトアイ星人が、電兄弟打倒のためその持てる科学力で作り上げた、ジャッキー・チェンのパチモノ。来日した際のジャッキー・チェンのような喋り方をする。相当な実力者で、電兄弟が束になっても敵わなかったほどだが、連戦したため疲労困憊し、その後のブルー・スリーとの闘いは防戦一方であった。パワーアップした電エースドラゴンの力動拳により敢えなく倒された。
バンラム星人
演:一本木蛮
『電エース60』に登場。宇宙の女王。ホルモン怪獣ギアラを操って地球を侵略しようとした。虎縞のビキニに角、一人称は「うち」、語尾に「だっちゃ」をつけ、80年代コミケ事情に精通している。電一にベータのビデオ『まるまる一本木蛮』を見せられ混乱したところへ、電兄弟有志による「カメ子ローアン攻撃」を受け敗走した。
ハリウッド星人
演:ハリウッドザコシショウ
『電エースキック』に登場。全宇宙の帝王。地球の美女を転売する「全宇宙美女転売計画」のため地球へ来襲。電四郎を洗脳して暴れさせた。誇張しすぎたものまね攻撃で電兄弟、日高郁人、電エースプロレスタイプ、小波を圧倒したが、古谷敏の激励でパワーアップした電エースキックのキックを受け、敢えない最期を遂げた。
リン
演:桜りん
『電エースキック』に登場。ハリウッド星人の部下のアンドロイド。「全宇宙美女転売計画」のため宮田日出海を篭絡するなど暗躍していたが、アンドロイドのぞみとの壮絶な死闘の末に破壊された。
宇宙海賊ゴー☆ジャス
演:ゴー☆ジャス
『電エースハウス』に登場。電次郎を拉致して特殊宇宙圧力鍋で煮込み次郎エキスを抽出、ビールに混ぜて次郎ビールとして廉価で販売。これを飲んだ地球人の物欲を刺激、爆買いされたマニア向けグッズの重量で建物を倒壊させ、全人類を圧死させようと計画した。電エースの電カッターを受け止め、巨大化したアンドロイドのぞみや電二十三郎の棒読み攻撃も退けたが、地球防衛熟女イコちゃんのおねがいパワーでパワーアップした電エースにより敢えなく倒された。地球儀による攻撃を得意とする。
ラッシャイ星人イーラ
演:あいchan
『電エースQ』に登場。配信のネタにするため、部下のユーリクとニーギョに地球の子供を誘拐させた。また新しくてかわいいものが好きという理由で地球の昭和文化を消滅させようとした。電五十二郎の持参した時限爆弾により円盤ごと爆殺され、敢えなく倒された。
ラッシャイ星人ユーリク
演:ユリオカ超特Q/澄川友哉
『電エースQ』に登場。イーラの部下。昭和消滅マシンレトロフットンダーで昭和文化を消し去り、鈴木啓之、白石雅彦ら昭和マニアを廃人にしてしまった。ラッシャイの掛け声とともにメガネをかけることでセミのような顔の宇宙人態となり、巨大化する。地獄突きと指先からの光線で電エースQを圧倒するが、通りすがりの藤波辰爾と会話している隙に電エースQのダブル電シュートを喰らい、敢えなく倒された。
ムクリタ星人クース
演:清水綋治
『電エースカオス』に登場。クソリプやアンチコメントなどの人間の悪意をエネルギーとする宇宙人。巨大化後は、マントで電エースカオスのあらゆる攻撃を跳ね返す。
シャンス
演:チャンス大城
ムクリタ星人クースの配下。関西弁で話し、電五十二郎に匹敵するマニアックなものまねをも得意とする。その正体はロボットで、巨大化してロボット怪獣メカニシャンスとなる。

## 登場怪獣
ドライドン
最初に電エースと戦った怪獣。口から炎を吐く正統派の怪獣。頭を切られても、第2の頭が出てくる。電エースを倒した際、劇中劇で新番組「ドライドン」が放送されたが、ドライドンのOPが終了した直後にテロップで放送終了が報じられた。頭を切られる前は『地球防衛少女イコちゃん2』に登場したトライドンA、切られた後はトライドンC（ギニョール）の流用。
オラシオン
『電エース2000（道楽劇場版）』に登場。ドライドンと同種の怪獣。倒されても復活してはさらなる能力を得る。また、登場する度に「地底怪獣」「公害怪獣」「吸血植物人間」「宇宙恐竜」と通称が変わるものの姿は変わらない。早稲田大学特撮サークル「怪獣同盟」の怪獣。
ロボット怪獣マミトラー
『電エース このフィギュアは俺が買う！』に登場。マーミット人首領・レッドウェイトが操るロボット怪獣。ソフビのような外見をしている。
闘牛士
闘牛士。電エースに勝利し、自らの看板番組を持つに至る。
ザドグドラ
『本家電エース』『元祖電エース』に登場。早稲田大学特撮サークル「怪獣同盟」の怪獣。
怪獣メロメロン
『本家電エース2005』に登場。巨大。カルシウム光線で倒された。『モーレツ怪獣大決戦』に登場したメロン原人メロメロンの流用。メロメロン、ヒーター星人、水素獣エッチの元ネタは1970年代にキユーピーが販促用に制作していた怪獣トランプのオリジナルキャラクターである。
ヒーター星人
『本家電エース2005』に登場。店外デート中のみどりを襲い、等身大から巨大化する。『モーレツ怪獣大決戦』に登場した熱線獣ヒーターの流用。
メロメロンII
『元祖電エース』に登場。等身大の電エースと公園で死闘を繰り広げた。身体の各所に経年劣化による裂け目がある。『モーレツ怪獣大決戦』に登場したメロン原人メロメロンの流用。
ゴリラ
『元祖電エース』に登場。等身大の電エースと公園で死闘を繰り広げた。マウンテンゴリラの一種。
宇宙人
『元祖電エース』に登場。等身大の電エースと公園で死闘を繰り広げた。背中のファスナー部分は常時開いており、バーナーのような形状の両手部分は『ウルトラファイト』のバルタンのハサミと同様、取り外しが効く。『モーレツ怪獣大決戦』に登場した熱線獣ヒーターの流用。
（名称不明の怪獣）
『電エース ハンケチ王子の秘密』に登場。『地球防衛少女イコちゃん2』のトライドンAのギニョールを流用。
クッシー
『電エース ハンケチ王子の秘密』に登場。北海道屈斜路湖に生息するUMA。電エースの光線技で撃退されるが、3度再登場した。
イッシー
『電エース ハンケチ王子の秘密』に登場。鹿児島県池田湖に生息するUMA。クッシーにヒレをつけたような姿をしている。電シュートを受け止める力を持ち、口から火球を吐き出す。
キングツチノコ
『電エース ハンケチ王子の秘密』に登場。千葉県松戸市に出没するUMA。100年に一度しか出現しないと言われ、うまい棒が好物。怪獣マツドドンを操っているが、自身も極悪宇宙人ジャコメッティに操られて再登場した。
マツドドン
『電エース ハンケチ王子の秘密』に登場。千葉県松戸市に出没するツチノコに操られていた等身大のUMAだったが、巨大にも変身する。トゲに触れたものはしびれてしまう。そのスーツは『恋身女子高生パティ』のアブフロッグの改造。
レッドン
『絶対やせる電エース』に登場。その名の通り赤い怪獣。劇中には4匹登場する。レッドンには角がないが、レッドンIIには赤い角が1本、レッドンIIIには赤い角が2本、レッドンIVには赤い角が2本と黒い角が2本生えており、まったくの別個体である。創映会の自主制作作品『いつも青空激闘編』『Pマン』からの登場。
バンギラ
『絶対やせる電エース』に登場。パンドンのように二つの頭を持ち、口から火炎を吐く。電エースの電光輪で一度右腕を切られるもののギララの右腕を付けて電エースに再戦を挑む。
熱怪獣ハイドラン
『それいけ！ 電エース』に登場。火球攻撃で地上の温度を上げた。『地球防衛ガールズP9』に登場した怪獣コベラの流用。コベラは神戸芸術工科大学制作協力によるもの。本作品でハイドラン、ガオースに流用されたのち、『地球防衛未亡人』のベムラスに改造された。
ベッコス
『それいけ！ 電エース』に登場。イモムラスと共に登場するが、ろくな目に合わない。アートユニット・ピコピコの縫いぐるみ。『地球防衛ガールズP9』にも登場した。
イモムラス
『それいけ！ 電エース』に登場。ベッコスと共に登場。アートユニット・ピコピコの縫いぐるみ。
大怪獣ガオース
『それいけ！ 電エース』に登場。熱怪獣ハイドランに似ているが、角の色が違う別個体。
カマキリファイター
演:塩野勝美（声）
『それいけ！ 電エース』に登場。『兜王ビートル』に登場したリッパーの流用。
怪獣トライドンＺ
『それいけ！ 電エース』に登場。現存していた『地球防衛少女イコちゃん2』のトライドンのギニョールを流用。
オレオレイカラ
『それいけ！ 電エース』に登場。コアラやカエル相手にオレオレ詐欺を働く。『いかレスラー』のいかレスラーに模様をつけたもの。
水素獣エッチ
『それいけ！電エース』に登場し、都合3回対戦した。2回目までは頭をもがれたりしていたが、3回目には電エースを一度丸呑みするという事態が起きている。破李拳竜監督作品『サイバー美少女0指令』の凶珍マンに似た配下を従えている。『地球防衛ガールズP9』からの流用。
合成獣カジロボ
『母さん助けて電エース』に登場。実年世代となった電エースを圧倒し、ツノで攻撃した。そのスーツは『恋身女子戦隊パティーズ』カジキングの頭部と、『地球防衛少女イコちゃん3』ジローキングのボディの合体。
ドライドンの赤ちゃん
『母さん助けて電エース』に登場。現存していた『地球防衛少女イコちゃん2』のトライドンのギニョールを流用。表皮のラテックスが経年劣化しているため、迂闊に触れたものをくっつけてしまう。
ブラックベムラス
演:坪坂達也
『電エースタロウ』に登場。本編怪獣の風格を備えた大怪獣。電カッターをも跳ね返す強靭な皮膚をもつ。『地球防衛未亡人』のベムラスの流用。
カジロボII
『電エース中野』に登場。二作前に出た合成獣カジロボによく似た個体。
ブリカール
演:市川源
『電エース中野』に登場。悪烈の最高幹部ブリルとカールが合体した巨大怪人。電エースタロウと電エースを圧倒するが、地底人ゆえ直射日光には弱いという弱点があった。
ラビザー/ラビザーII
演:中田靖宏
『電エース下関』に登場。宇宙人マラーとその部下テルゾーの指令で、海峡ゆめタワーを破壊しようとした。電カッターをも跳ね返す強靭な皮膚をもつ。ラビザーIIは初代と全く同一の見た目をした別個体だが、テルゾーが爆死すると同時に唐突に消滅した。『電エースポリス』第五話にも映像自体を流用する形で登場した。スーツは厭エースと『ミラクルバニー』ウサギの親父のスーツを組み合わせ改造したもの。
巨大マラー
宇宙人マラーが巨大化した姿。上半身はキノコで覆われ、肩にはカタツムリが乗っている。電エースを圧倒するパワーの持ち主。スーツはヤモマーク製作のキノコ汁男の上半身を前後逆に厭エースのボディに被せたもの。
カメレオール
演:カメレオール
『電エース刑事』に登場。呼ばれればどんな番組にも出ると言われる職業怪人。「カメレオール拡大！」の掛け声で巨大化もできる。自ら改造したナーフを所持、電エース刑事を攻撃した。
ホルモン怪獣ギアラ
演:坪坂達也
『電エース60』に登場。ベムスターやゼットンより強いといわれる第四世界の怪獣。主に殴りつける攻撃を得意とする。足の裏にはリバートップの版権表示がある。
ジルビー星人
演:坪坂達也
『電エースキック』『電エースウェディング』に登場。星人のようだが、電次郎によると怪獣のようだ。電エースキックの電カッターで両断された。『アウターマン』に登場したシルビー星人の流用。
ダッコラ
演:澄川友哉
『電エースハウス』に登場。『三大怪獣グルメ』に登場したタッコラの流用。タコの怪獣だけあって、スーツだけでなく映像も流用された。タッコラと比べると目がパッチリとしており、腕の数が少ない。電カッターで両断され爆死した。
改造イカラ
演:谷口洋行
『電エースＱ』に登場。『三大怪獣グルメ』に登場したイカラの改造で、目が赤くなっているほか、触手部分が前後逆になっている。宇宙人の尖兵として地球に送り込まれ、目から光線を発して街を破壊したが、電エースQがなかなか現れないことにしびれを切らして一度は退却。二度目の出現時に電エースＱとロバマンの力を合わせたJOQRビームにより敢えなく倒された。
メカニシャンス
演:澄川友哉
『電エースカオス』に登場。宇宙人シャンスが巨大化した犬型の巨大ロボット。胴体と手足は『恋身女子戦隊パティーズ』に登場した巨大ロボ・ジャイアントホストのものが流用されている。武器は目から発する虹色の怪光線。電エースにより両腕と頭をもがれて敢えなく倒された。

## 主題歌
オープニング
- 「電エースのうた」（電エース）

作詞/河崎実 作曲/美里あやめ 歌/佐々木川明彦
- 「ファイト！ 電エース」（電エース道楽劇場版）

作詞/河崎実 作曲/石川修一 歌/田代豪
- 「燃えろ！ 電エース」（本家電エース）

作詞/河崎実 作曲/石井雅子 歌/田代豪
- 「進め！ 電エース」（元祖電エース）

作詞/河崎実 作曲/石井雅子 トランペット/桧山慎太朗 歌/田代豪
- 「電エースの歌」（電エースハンケチ王子の秘密）

作詞/河崎実 作編曲/福田裕彦 歌/南郷勇一
- 「電エースのロック」（絶対やせる電エース）

作詞/河崎実 作編曲/福田裕彦 歌/高野二郎
- 「行け！ 電エース」（電エース ザ・ファイナル/なんでもアリタ版）

作詞/河崎実 作編曲/福田裕彦 歌/高野二郎
- 「それいけ！ 電エース」（それいけ！ 電エース/電エース下関）

作詞/河崎実 作編曲・歌/遠藤正明
- 「母さん助けて電エース」（母さん助けて電エース）

作詞/河崎実 作編曲/黒澤直也 歌/フラップガールズスクール 青山玲奈 坂本マリア
- 「電エースタロウのうた」（電エースタロウ/電エース中野）

作詞/河崎実 作編曲・歌/石川修一
- 「電エース刑事」（電エース刑事）

作詞/河崎実 作編曲・歌/科楽特奏隊
- 「燃えよ電エース」（燃えよ電エース）

作詞/河崎実 作編曲/中村遼 歌/遼秀樹（科楽特奏隊）
- 「電エース60[25] 」（電エース60）

作詞/河崎実、四袋喜久 作編曲・歌/第四胃袋ギアラ
- 「電エースキック」（電エースキック、電エースウェディング）

作詞/河崎実 作編曲/石川修一 歌/小林さとし
- 「うたえ！電エースQ」（電エースQ）

作詞・作曲/タブレット純 編曲・米内山尚人 歌/タブレット純と上高田どんぐり合唱団
- 「電エースカオスのうた」（電エースカオス）

作詞/河崎実 作曲/タブレット純 編曲・米内山尚人 歌/タブレット純
エンディング
- 「気持ちがいい男」（電エース）

作詞/河崎実 作編曲/見里朝生 歌/南郷勇一
- 「電次郎のバラード」（本家電エース/元祖電エース）

作詞/河崎実 作曲/石井雅子 歌/加藤礼次朗
- 「気持ちがよい男」（電エースハンケチ王子の秘密）

作詞/河崎実 作編曲/福田裕彦 歌/南郷勇一
- 「気持ちいいバラード」（電エース ザ・ファイナル/なんでもアリタ版/それいけ！ 電エース）

作詞/河崎実 作編曲/福田裕彦 歌/高野二郎
- 「Raining Tears」（電エースタロウ）

作詞/CJ Li 作編曲/BLT-Brandel Labo Tokyo 歌/BLT+CJ Li プロデューサー/國枝康雄(in da groove)
- 「ありったけの愛」（電エース中野）

作詞・作曲/高山淳平（HIROZ）編曲/伊藤豪 歌/HIROZ
- 「GO! DENACE[26]」（電エース下関）

作曲・編曲/KAKERU
- 「50/50」（電エース刑事）

作詞/カワムラユキ 作曲/タイチマスター 歌/ナマコプリ
- 「パワー、オン、パワー!（PAGのテーマ）」（燃えよ電エース）

作詞/大東賢 作編曲/相川孝二 歌/大東賢と電兄弟姉妹
- 「ちゃぶ台サヴァイヴァー」（電エース60）

作詞/四袋喜久 作曲/SHIGE 編曲・歌/第四胃袋ギアラ
- 「MIRAI～愛の力～」（電エースキック）

作詞・作曲・編曲・歌/Maya
- 「SPECIAL」（電エースウェディング）

作詞・作曲/アサカコウギ、Shiffon 編曲/アサカコウギ 歌/Shiffon
- 「電エースのうた　新録音版」（電エースカオス）

作詞/河崎実 作曲/美里あやめ 歌/佐々木川明彦
挿入歌
- 「ぼくドライドン」（電エース）

作詞/河滝一実 作曲/美里あやめ 歌/深町総一郎
- 「鬼畜エースの歌」（電エース道楽劇場版）

作詞/河崎実 作曲/石川修一 歌/田代豪
- 「雷仮面の歌」（それいけ！ 電エース）

作詞/河崎実 作編曲/黒澤直也 歌/塩野勝美
- 「SUNRISE」（母さん助けて電エース）

作詞/U-ka・黒澤直也 作編曲/黒澤直也 歌/フラップガールズスクール
- 「君とRAVE」（燃えよ電エース）

作詞/カワムラユキ 作編曲/タイチマスター 歌/ナマコプリ
- 「味噌汁パニック」（電エース60）

作詞・作曲/yuri 編曲・歌/第四胃袋ギアラ
- 「カジキ・デストロイヤー」（電エース60）

作詞/四袋喜久 作編曲・歌/第四胃袋ギアラ
- 「電次郎のバラード2019」（電エースキック）

作詞/河崎実 作編曲/石川修一 歌/加藤礼次朗
- 「失恋」（電エースキック）

作詞・作曲/アサカコウギ、Shiffon 編曲/アサカコウギ 歌/Shiffon
- 「モナムール沼袋」（電エースQ）

作詞・作曲/タブレット純 編曲・米内山尚人 歌/タブレット純
- 「気持ちがいい男 新録音版」（電エースカオス）

作詞/河崎実 作編曲/見里朝生 歌/南郷勇一